# Potoooooooo
Potoooooooo ou variações de Pot-8-Os (1773 - novembro 1800) foi um cavalo de corrida de puro-sangue do século 18 que ganhou mais de 25 corridas e qualificou-se melhor que alguns dos cavalos mais proeminentes da sua altura. Ele tornou-se num reprodutor importante, cujos principais corredores incluíam os vencedores do Derby de Epsom: Waxy, Champion, e Tyrant. Ele é melhor conhecido pela soletração estranha do seu nome, pronunciado como Potatoes (Batatas).

## História
Potoooooooo (também escrito como Pot-8-Os, Pot8Os, Pot8O's ou Pot 8 Os em várias fontes) foi um potro alazão criado por Willoughby Bertie, 4º Conde de Abingdon, em 1773. Ele foi gerado por Eclipse que nunca foi derrotado. Ele foi o primeiro potro de Sportsmistress, que foi gerada pelo Sportsman de Warren e rastreado até ao Dun Mare de Thwaites da família número 38 do lado mãe dela.
A origem do seu nome tem versões diferentes. Segundo a mais comum, Bertie tinha a intenção de chamar o poltro de "Potato" (Batata) e instruiu o rapaz do estábulo a escrever o nome na manjedoura. O rapaz do estábulo escreveu o nome como "Potoooooooo" (Pot seguido de 8 o's; isso é, uma tentativa falhada de escreveu o nome foneticamente), o que divertiu tanto Bertie que ele adotou o nome. Escritores posteriores usaram uma variedade de grafias que refletem a pronunciação revista intencionada, "Potatoes" (Batatas). Na base de dados online do The Jockey Club, equineline.com, o nome é escrito como Pot8O's. O General Stud Book usa Potoooooooo.

## Carreira de corrida
Potoooooooo correu de 1776 a 1783, acumulando de 28 a 34 vitórias de 40 largadas estimadas, maioritariamente de corridas de 6 km no curso Newmarket's Beacon. Em 1776, ele ganhou um sorteio de 100 guinéus no primeiro encontro de primavera de Newmarket's. Em 1777 com quatro anos, ele acabou em segundo nas duas corridas Newmarket para poltros de quatroa nos, terceiro em Nottingham, e quinto no Great Subscription Purse em York.
Em 1778 com cinco anos, Potoooooooo entrou no 1200 Guineas Stakes no primeiro encontro de primavera de Newmarket's. Durante a corrida, Bertie vendeu o cavalo a Richard Grosvenor, 1º Conde Grosvenor por 1,500 guinéus. Potoooooooo ganhou a corrida e posteriormente correu com as sedas amarelas e pretas de Grosvenor. As suas vitórias posteriores nesse ano incluem uma bolsa de subscrição de 140 guinéus no segundo encontro de primavera e outro corrida de subscrição no segundo encontro de outubro em Newmarket.
Em 1779 com seis anos, ele ganhou um número de corridas em Newmarket, incluindo a Copa Ouro, uma walkover para a Copa Clermont e a Copa de Outubro. Em 1780, ele voltou a ganhar várias corridas em Newmarket, incluindo a bolsa de subscrição de 140 guinéus onde ele venceu King Fergus, o Jockey Club Plate e outro walkover na Copa Clermont. Ele também correu duas vezes contra o Woodpecker de Sir Charles Davers, o melhor filho de Herod destes anos, ganhando uma vez.
Em 1781, ele venceu o Jockey Club Plate e o Whip, ambos por walkover, mais a aposta de 400 guinéus, ele recebeu 85 guinéus "por consentimento comum" como uma recompensa por não começar na bolsa de subscrição de 140 guinéus. Em 1782, ele teve um terceiro walkover no Clermont, ganhou o Jockey Club Plate por uma terceira vez, e foi vitorioso nas Craven Stakes, ganhando a treze cavalos mais novos. Em 1783 com dez anos, ele ganhou o Whip em Newmarket, mas perdeu a corrida de 300 guinéus para Aassassin, que tinha ganho o Derby do ano passado, e um sorteio de 200 guinéus.

## Carreira de Garanhão
Em 1784, Potoooooooo reformou-se de garanhão na Quinta Oxcroft perto de Balsham, Cambridgeshire, onde ele maioritariamente cobriu éguas de Grosvenor. Para outras éguas, a sua taxa de garanhão era inicialmente 5 guinéus, gradualmente aumentando para 21 guinéus. Em 1796, ele foi realojado para o Parque Upper Hare perto de Newmarket. Durante a sua carreira, Potoooooooo gerou 172 vencedores de £61,971. Os seus principais descendentes incluem:
- Nightshade (nasceu em 1785), vencedor do Oaks em 1788
- Asparagus (1787), um bom corredor e genitor de Rhoda (vencedor dos 1000 Guinéus em 1816)
- Waxy (1790), que ganhou o Derby Stakes em 1793 e dez outras corridas. Waxy foi o principal genitor em 1810 e é responsável pela continuação da linha de genitor de Eclipse ate aos dias de hoje.[8]
- Sister to Edwin (1794), égua principal da Família 3-i[9] e o ramo posterior da Família 3-I
- Champion (1797), o primeiro cavalo a ganhar tanto o Derby como o St. Leger Stakes (em 1800)
- Tyrant (1799), vencedor do Derby em 1802
- Parasol (1800), que ganhou várias corridas e foi genitora dos vencedores Clássicos, Pindarrie (2000 Guinéus) e Pastille (Oaks e 2000 Guinéus)
- Mandane (1800), égua principal da Família 11-g.[10] Genitora de Manuella (Oaks Stakes de 1812), Altisidora (St. Leger), Lottery (Copa Doncaster) e Brutandorf (Copa Chester)

Potoooooooo morreu em novembro de 1800 com 27 anos e foi enterrado no Parque Hare. Depois de 200 anos, o seu esqueleto foi desenterrado quando uma árvore derrubou. O esqueleto está em exibição nas Galerias Kings Yard no Museu Nacional de Corridas de Cavalos em Newmarket.

## Pedigree
Potoooooooo foi gerado por Eclipse que nunca foi derrotado, que também era um garanhão bem sucedido mesmo que nunca tenha liderado a lista de genitores. A sua genitora foi Sportsmistress, cuja geradora Golden Locks era consanguínea 2 × 2 para Crab - ele era tanto o seu progenitor materno e paterno. Sportsmistress iria produzir um total de 11 potros incluindo Sir Thomas, vencedor do Derby de 1788.
| Pai Eclipse 1764        | Marske 1750       | Squirt         | Bartlett's Childers         |
| Pai Eclipse 1764        | Marske 1750       | Squirt         | Sister to Old Country Wench |
| Pai Eclipse 1764        | Marske 1750       | The Ruby Mare  | Hutton's Blacklegs          |
| Pai Eclipse 1764        | Marske 1750       | The Ruby Mare  | Bay Bolton Mare             |
| Pai Eclipse 1764        | Spiletta 1749     | Regulus        | Goldphin Arabian            |
| Pai Eclipse 1764        | Spiletta 1749     | Regulus        | Grey Robinson               |
| Pai Eclipse 1764        | Spiletta 1749     | Mother Western | Easby Snake                 |
| Pai Eclipse 1764        | Spiletta 1749     | Mother Western | Old Montagu Sire            |
| Mãe Sportsmistress 1765 | Sportsman 1753    | Cade           | Godolphin Arabian           |
| Mãe Sportsmistress 1765 | Sportsman 1753    | Cade           | Roxana                      |
| Mãe Sportsmistress 1765 | Sportsman 1753    | Silvertail     | Heneages Whitenose          |
| Mãe Sportsmistress 1765 | Sportsman 1753    | Silvertail     | Rattle Mare                 |
| Mãe Sportsmistress 1765 | Golden Locks 1758 | Oroonoks       | Crab                        |
| Mãe Sportsmistress 1765 | Golden Locks 1758 | Oroonoks       | Miss Slamerkin              |
| Mãe Sportsmistress 1765 | Golden Locks 1758 | Crab Mare      | Crab                        |
| Mãe Sportsmistress 1765 | Golden Locks 1758 | Crab Mare      | Partner Mare                |

Pot-8-Os também é consanguíneo 4 × 4 para o Godolphin Arabian e Crab, significando que ambos garanhões aparecem duas vezes na quarta geração do pedigree de Potoooooooo.